# 11899 Вайль
11899 Вайль (11899 Weill) — астероїд головного поясу, відкритий 9 квітня 1991 року.
Тіссеранів параметр щодо Юпітера — 3,178.
Названо на честь німецького композитора Курта Вайля (нім. Kurt Weill, 1900 — 1950).